# Les Masies de Roda
Les Masies de Roda est une commune de la province de Barcelone, en Catalogne, en Espagne, de la comarque d'Osona

## Histoire
Dans les années 1960, un Lac-réservoir de Sau a été créé.